# Laxoox

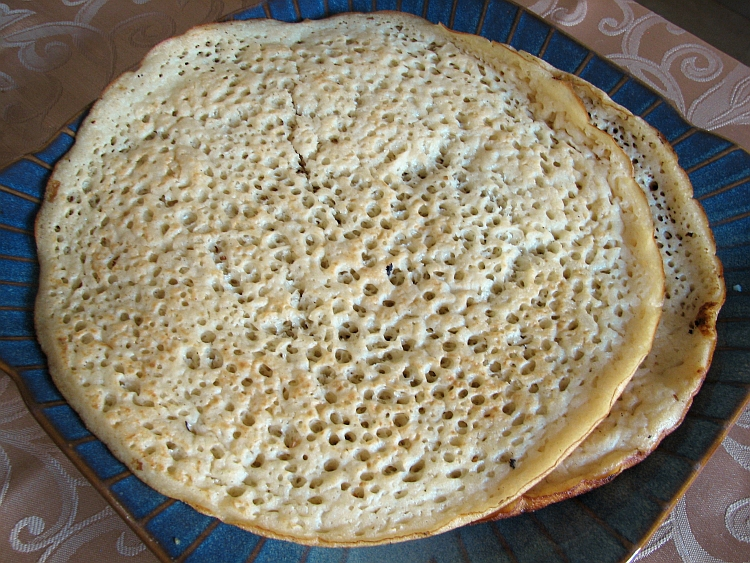
Jemenitisches Lahoh

Laxoox, Lahoh, (hebräisch לחוח, arabisch لحوح, DMG Luḥūḥ) oder Canjeero ist ein schwammiges, eierkuchenartiges Fladenbrot mit Ursprung in Somalia, Dschibuti und dem Jemen.
Auch in Israel ist es sehr beliebt. Dort wurde es von eingewanderten jemenitischen Juden verbreitet. Im Jemen ist es ein beliebtes Street Food. In Somalia wird es mit Curry, Suppe oder Eintöpfen gegessen.
In Äthiopien gilt ein ähnliches aus Teff zubereitetes Fladenbrot (Injera) als wichtiges Grundnahrungsmittel. Die nordafrikanischen Berber stellen Baghrir-Fladenbrot aus Hartweizengrieß her und verzehren es gesüßt.

## Zusammensetzung und Herstellung
Laxoox besteht aus einem Sauerteig aus Mehl, warmem Wasser, Hefe und einer Prise Salz.  Die Mischung wird traditionell von Hand gerührt, bis sie eine cremige Konsistenz hat, dann zum Gären beiseite gestellt und in einem metallischen, runden Herd (daawo oder taawa) ausgebacken. Das Fladenbrot kann aber auch in einer normalen Pfanne ohne Fett zubereitet werden. Vorzugsweise wird Mehl aus Sorghumhirsen verwendet.